# 膨張する宇宙の未来
これまでの観測結果から推測すると、宇宙の拡大が永遠に続くことが示唆されている。 もしこの推測が正しければ、宇宙が膨張するのに伴い、宇宙は冷却され、最終的に生命を維持することができなくなるというのが定説である。 そのため、この宇宙の終焉のシナリオは、熱的死と一般に呼ばれている。
もし宇宙定数で表されている通り、定常的にエネルギーが宇宙に対して均一に分布しているか、クインテッセンスのようなスカラー場が時間と空間を変えるエネルギーの密度の係数が動的に変化し、宇宙の膨張を加速させるのであれば、銀河団の間の距離はますます遠ざかっていくだろう。さらに赤方偏移により、古代の宇宙からの光はより波長が引き伸ばされ、光度も弱いものになり、いずれ観測できなくなる。星は1012 から1014年の間は形成されると予想されるが、最終的には星形成に必要なガスはすべて消費され、新規の恒星を生み出さなくなる。既存の星が燃料が尽きて、輝くのを止めるまでの間、宇宙は少しずつ暗くなっていく。大統一理論によれば、陽子はいずれ崩壊すると予測されており、コンパクト星などの星の残骸はいずれ消滅し、宇宙にはブラックホールのみが残る。しかしブラックホールもホーキング放射により、消滅する。こうして宇宙は完全に活動がなくなり、熱的死を迎える。

## 宇宙論
無限の膨張は宇宙の空間の湾曲を決定しない。もし宇宙が平坦か、開かれたものであるなら、ダークエネルギーが重力を振り切る。平坦か、開かれた宇宙ではダークエネルギーが存在しなかったとしても、永遠に宇宙は膨張し続ける。
WMAPとプランクによる宇宙マイクロ波背景放射の観測結果は宇宙が空間的に平坦で、莫大なダークエネルギーが存在していることを示唆している。この観測結果によれば宇宙の膨張は加速し続けている。宇宙の膨張の加速は遠方の超新星爆発からも確認されている。もし現代宇宙論のΛ-CDMモデルのように、ダークエネルギーが宇宙定数によって成り立っているとすれば、この膨張は最終的には急激なものとなる。
もしインフレーション理論が真実であれば、宇宙はビッグバンの最初の瞬間に形成されたダークエネルギーによって支配されていることになる。しかしインフレーションが終わった直後の均一な状態は現在のダークエネルギーによる均一性よりもずっと複雑な状態であった。ダークエネルギーの均一性が変わりうることは、結果の数値化と予想を極端に難しいものにしうる。

## 宇宙の終末の歴史
1970年代、膨張する宇宙の未来は天文学者のガマル・イスラムと物理学者のフリーマン・ダイソンによって研究されていた。その後、『宇宙のエンドゲーム』という書籍がフレッド・アダムズとグレッグ・ラフリンによって出版された。この本では膨張する宇宙の歴史を5つに区分して説明している。最初が原始時代で、ビッグバンのあと、星がまだ形成されていない時期のことである、2番目が星の輝く時代で、現在と現在観測されている星や銀河を含む時代である。この時代は分子雲により、星が形成される時代である。3番目が縮退の時代と呼ばれる時代で、星が輝きを失っていき、コンパクト星、白色矮星、中性子星、ブラックホールといった星のみが残る時代である。4番目がブラックホールの時代で白色矮星、中性子星やその他のすべての天体が陽子の崩壊によって破壊され、ブラックホールのみが残る時代である。最後の暗黒の時代はブラックホールも蒸発し、光子とレプトンのみが空間に残る時代である。
この宇宙の未来の歴史と時系列は宇宙が拡大し続けることを前提にしている。もし宇宙の膨張が反転した場合、ビッグクランチが生じるため、これらの出来事は発生しない。ビッグクランチとは宇宙が再収縮して、エネルギーと物質が集中し、ビッグバンが生じたあとと同じ状態になることである。

## 時系列

### 星が輝く時代
ビッグバンから106から1014年後
現在の観測できる宇宙の年齢は1.38×1010であり、星が輝く時代である。ビッグバンから1.55億年後、最初の星形成が始まった。暗黒星雲が近くの超新星爆発などによる衝撃波を受けると、それによって物質の濃淡ができ、濃くなった部分が重力で周りの物資を引きつけて原始星の中心核が形成される。最初の原始星が作られている時は、ケルビン・ヘルムホルツ機構による熱放射が始まっていないため、まだ輝き始めていない。原始星ができたとき初めて、中心核の温度が上がり、水素の核融合が開始され、主系列星となる。
質量が非常に軽い星が、水素を使い果たした時、ヘリウムの白色矮星となる。質量が太陽と同じくらいであった場合、一部の質量は惑星状星雲になり、残りは白色矮星となる。それより重い質量の恒星は最終的に超新星爆発を起こし、中性子星かブラックホールになる。一部の星の質量は星間物質に戻るが、中心核は星間物質に戻ることはない。よって星形成のためのガスはいずれ消費し尽くされる。

#### 銀河系とアンドロメダ銀河の合体
今から40-80億年後（ビッグバンから177-217億年後）
現在アンドロメダ銀河は銀河系から250万光年の距離に位置しており、1秒あたり300kmの速度で近づいている。今からおよそ50億年後（ビッグバンから190億年後）、銀河系とアンドロメダ銀河は衝突し、一つの大きな銀河になると現在の観測事実からは予想されている。2012年までは、衝突が実際に生じるのかどうかの論争があった。2012年にハッブル宇宙望遠鏡が2002年から2010年の間アンドロメダ銀河の動きを観測した結果を用いて、研究者は銀河系とアンドロメダ銀河の衝突合体が生じると結論づけた。

#### 局所銀河群の合体
1000億年後から1兆年後
銀河系とアンドロメダ銀河が属している局所銀河群の銀河は相互に重力によって引かれ合っている。今から1000億年後から1兆年後にはこれらの局所銀河群の関係は崩壊し、一つの巨大な銀河になると予想されている。
ダークエネルギーの存在により宇宙の拡大は加速し、1500億年後には局所銀河群以外のすべての銀河が宇宙の地平線の彼方に消える。局所銀河群のいかなる活動も他の銀河に対して影響を与えなくなる。また同様に1500億年後には他のいかなる銀河も局所銀河群に対して影響を与えなくなる。しかしながら、観測者は局所銀河群内から遠くの銀河を見つづけることはできるが、観測している出来事は宇宙の地平線に近づくに従って指数関数的に時間が拡大され、赤方偏移を起こす。宇宙の地平線より遠くの銀河の現在の状態は観測できないため、1500億年後、他の銀河に関しては過去以外の出来事が見られなくなる。それゆえに1500億年後には局所銀河団を超えた銀河間の移動や通信は不可能になる。

#### 銀河の光度の減少
8000億年後
8000億年後、赤色矮星が白色矮星に変化するに伴い、様々な銀河の輝きは失い始める。それまでの間は残存する星の輝きが増大するため、銀河の明るさはおおよそ現代と変わらない。

#### おとめ座超銀河団外の不可知
2兆年後
2兆年後、おとめ座超銀河団の外の銀河はガンマ線でさえも、赤方偏移により波長が拡大され、光速を超えて遠ざかっていくため、観測可能な宇宙の外側の世界になる。そのためこれらの銀河はもはやどのような方法でも観測できなくなる。

### 縮退の時代
1014年後から1040 年後
今から1014年後、星の形成が終わり、縮退の時代が始まる。もし陽子の崩壊が起きなければ、星間物質は徐々に無くなっていき、この時代が続く。

#### 星の形成の終わり
今から1014年後、星の形成が終わる。この時代は縮退の時代として知られ、星の残骸物が消滅するまでこの時代は続く。恒星進化論によれば、最も小さな恒星は恒星の燃料である水素を使い切るまでの時間が最も長い。それゆえに宇宙で最も長い間、輝き続ける星は軽量の赤色矮星である。赤色矮星はおよそ0.08太陽質量の重量で、10兆年ほどの寿命を持っている。赤色矮星が寿命を終える時期は、星の形成が終わる時期と同じ時期である。一度星形成が終わり、赤色矮星が水素を使い果たしたあと、核融合は終わる。軽い赤色矮星はそのまま冷えて、黒色矮星になる。宇宙空間に残る天体は、惑星よりも重く、0.08太陽質量程度以下の質量持つ褐色矮星と、コンパクト星と白色矮星と中性子星とブラックホールのみになる。白色矮星は0.08太陽質量から8太陽質量の間の星によって生み出され、ブラックホールは8太陽質量を超える星によって生み出される。宇宙の天体を合計した質量のうちおおよそ90%が白色矮星によって形成される。宇宙からエネルギー源がなくなることで、以前は輝いていた天体も、冷え込んで微弱な光を放出するだけになる。
すべての星が燃え尽きたあと、宇宙は非常に暗くなる。しかしこの状態でも時折宇宙に光をもたらす現象がある。例として2つの炭素と酸素を含む白色矮星が衝突したとき、合体したことで1.4太陽質量を上回り、チャンドラセカール限界が生じて、宇宙は照らされる。衝突の結果、核融合反応が暴走してIa型超新星となり、数週間の間、縮退の時代の暗黒を晴らす。もし白色矮星の衝突の結果、炭素による核融合が起きるための最小の質量（約0.9太陽質量）を超えなかった場合、炭素星が生成される。炭素星は100万年ほどの寿命がある。また、もしヘリウムでできた白色矮星が衝突して、0.3太陽質量以下であるならヘリウム星が生成される。ヘリウム星は数億年ほどの寿命がある。最終的に褐色矮星は新たに星と衝突することで赤色矮星を生成する。赤色矮星は10兆年ほどの寿命がある。あるいは赤色矮星と同様に水素による核融合が始まるほどの質量に成るまでの間、非常に緩やかに残存する星間物質を集める。この過程は少なくとも白色矮星においてはIa型の超新星爆発を誘発させる過程と同じである。

#### 別の星の接近と惑星の消滅
1015年後
重力波の影響で惑星の軌道は墜落していくか、別のコンパクト星の接近による摂動によって、惑星は所属する恒星系からはじき出される。

#### 星の残骸の消滅
1019から1020年後
長時間に渡って、緩和と呼ばれる現象によって銀河系の物質は運動エネルギーに交換されていく。緩和は速度の分布をマクスウェル分布に近づける。緩和は2つの星が近くで出会った場合か、頻繁に出会った場合に進行する。もし2つの褐色矮星かコンパクト星が偶然近くに出会った場合、互いに近くを通る。この現象が起きた時、天体の軌道はわずかに変化する。何度も天体が出会ったあとに、軽い天体は運動エネルギーを得て、重い天体は運動エネルギーを失う。
緩和のためにいくつかの天体は銀河の脱出速度を超えるエネルギーを得て、銀河から離れる。銀河の中で天体同士が出会う頻度が多いほど、銀河からの脱出は加速される。このため、90%から99%の天体は銀河からはじき出されて、残りの1%から10%の天体は超大質量ブラックホールに落ちてしまう。この時ブラックホールに落ちた天体の残りが残っている限り、降着円盤を周囲に形成し、クエーサーを形成していると示唆されている。

#### イオン化の可能性
現在から1023 年後
膨張する宇宙の中では密度は減少し、宇宙論的な一定のペースで密度はゼロに近づき、その結果としてすべての星間物質と惑星は熱力学的平衡の状態で電離して放散する。

## 陽子の崩壊が生じた場合の未来
以下の時系列は陽子が崩壊した場合のものである。

### 縮退の時代

#### 核子の崩壊の始まり
1034から1039年後
宇宙がそれからどのように変化していくかは、陽子の崩壊が起こり得るのか、起こり得るとすればどの程度の速度で起こるのかによって異なる。これまでの実験により、もし陽子の崩壊が起こりうるとしてもその半減期は 1034 年よりは長いことが判明している。大統一理論は陽子の寿命を 1031 から 1036 年の間と予測しており、非超対称性の標準的な陽子の寿命の上限は1.4 x 1036 年で、超対称性のものも含めた陽子の寿命の上限は 6 x 1039 年である。最近の研究によれば、不安定な陽子の場合、陽子の寿命は 1034-1035 年を上回り、大統一理論と多くの非超対称性物質の理論から逸脱している。
原子核に縛られた中性子は陽子の半減期と同じくらいの期間で崩壊すると予想されている。亜恒星天体である惑星は重い原子から水素から順にエネルギーを放出しながら、崩壊していく。陽子は崩壊することはないが、星間物質は緩やかに消失していく。
半減期が短い陽子はこのプロセスが加速し、半減期が長い陽子はこのプロセスが緩やかに進行する。1037年後には陽子の崩壊の過程ですべてのバリオンの物質の半分がガンマ線か光子に変化する。

#### 全核子の崩壊
1040年後
我々が想定している陽子の半減期を元に考えると、1040 年後には核子（陽子と中性子）の半減期の1000倍の時間が経過することになる。現在の宇宙には1080 の陽子があると推測されている。これは核子が1040 年後までに、半減期の1000倍の時間によって消滅することを意味する。そのときには陽子の量は今日のおおよそ ½1,000 (約10−301)倍にまで減少する。縮退の時代の終わりには核子はゼロになる。事実上、すべてのバリオンの物質は光子かレプトンに変化する。幾つかのモデルは現在の宇宙で観測されているよりも大きな直径で安定したポジトロニウムの原子の生成には1085年かかり、その後10141 年後にはガンマ線を放射して崩壊する。

#### 高次の原子核の過程で核子が崩壊した場合
10100 から 10200 年の間に生じる可能性がある
もし核子が大統一理論を超えて崩壊しなかったとした場合、縮退の時代は更に続くことになり、ブラックホールの時代と重複するか上回る。しかし減少する星間物質は核子の崩壊することで、量子ゆらぎによる一時的なバーチャルブラックホールを経るか、より高次の次元の超対称性粒子の半減期を10200 年以内に迎える。

### ブラックホールの時代
1040年後から10100年後

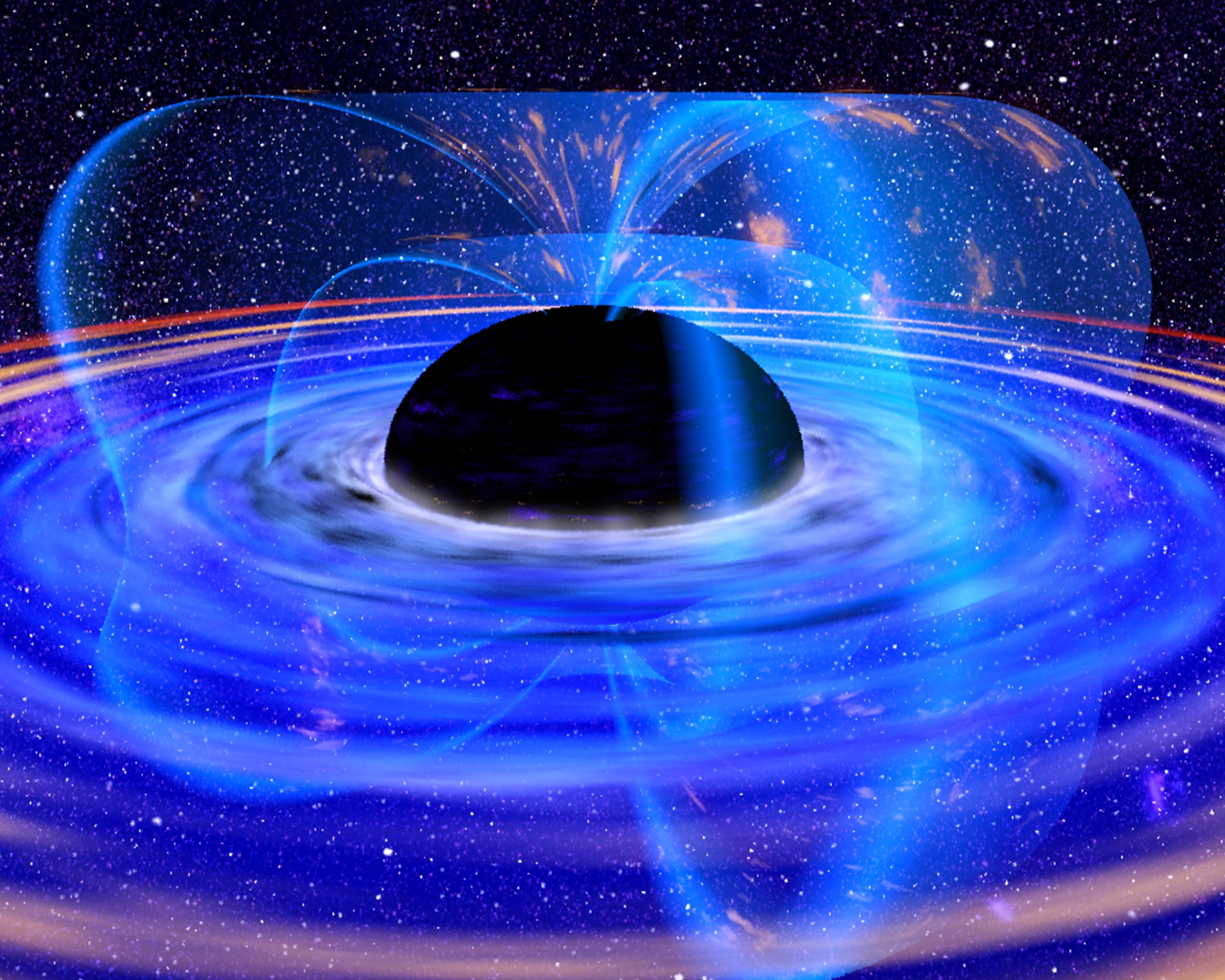
超大質量ブラックホールはすべての銀河に存在するが、不滅ではない。

今から 1044 年後、宇宙はブラックホールが占めるようになる。ブラックホールもホーキング放射によりゆるやかに蒸発する。1太陽質量程度の大きさのブラックホールであれば消滅するのに 2×1066 年かかる。ブラックホールの寿命はその質量によって決まり、大きなブラックホールはそれだけ消滅するのに時間がかかる。1000億太陽質量の超大質量ブラックホールでは蒸発するのに2×10100 年かかる。
ホーキング放射は熱放射である。ブラックホールはその生涯で、低い温度の熱放射を行い、これは重力や光子のように質量を持たない。ブラックホールの質量が減少するにつれて、温度は上昇していき、ブラックホールの質量が 1019 kg  に減少するまで、太陽に相当する熱放射を行う。ブラックホールはこの時代の暗黒に対してわずかな光の源となる。ブラックホールの蒸発の末期は質量のない粒子だけでなく、電子、陽電子、陽子、反陽子のような質量がある粒子も放出する。

### 暗黒の時代
10100年後以降

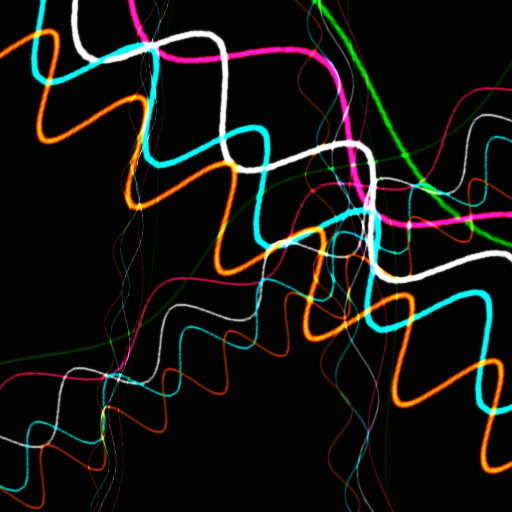
光子は現在宇宙を支配しているが超大質量ブラックホールが蒸発すると消失する。

今から10100 年後にはすべてのブラックホールが蒸発し、宇宙は完全に無になる。光子、ニュートリノ、電子、陽電子が空間を飛び交うが、互いが出会うことはほとんどない。宇宙の重力はダークマターと電子と陽電子が支配する。
この時代までの宇宙は残存物資が放射されることで、劇的に宇宙が縮小していったが、この時代の宇宙は非常に低いエネルギーで、非常に長い時間をかけて、縮小していく。宇宙を漂う電子と陽電子はお互いに出会うことで、ポジトロニウムとなる。しかしこれらの構造は不安定なため、結局は対消滅してしまう。他の対消滅も非常にゆっくりしたペースではあるが生じる。こうして宇宙は極端にエネルギーが低い状態になる。

### 宇宙の永遠
102500 年後以降
それ以降の宇宙では、熱的死かビッグリップが生じると考えられている。熱的死が起きた場合、有限のスケール因子が起き、ビッグリップが起きた場合、すべての距離が発散する。また宇宙は2度目のインフレーションの時代に突入するか、現在の真空は偽の真空の可能性もあるため、真空が崩壊する可能性がある。
恐らく極端にエネルギーが低い状態は、一部の量子の事象は顕微鏡で観測で確認できる現象というよりも肉眼で見える大規模な現象となると推測される。なぜならほんの小さなゆらぎですら、この時代には大きな影響を与えるので、この時代の空間と時間についてこれ以上説明できない。この時代は物理学の法則は崩壊し、量子力学の法則が優越する。
宇宙の永遠の熱的死はランダムに起きるトンネル効果と量子のゆらぎによって避けられるかもしれない。任意の1年間に10-101056の確率で新たにビッグバンが発生する可能性がある。
ポアンカレの回帰定理やゆらぎの理論によれば、永遠の時間の中ではエントロピーは自然と減少していく。

## 陽子の崩壊が生じなかった場合の将来
もし陽子が崩壊しなかったら、星間物質が緩やかにブラックホールになる。以下の時系列は陽子が崩壊しなかった場合のものである。

### 縮退の時代

#### スファレロン過程とバリオン数違反
現在から10150 年後
現代の標準的な物理学では陽子は安定しているとして扱われるが、カイラル・アノマリーが電弱の面で生じる。電弱は陽子と中性子のような重粒子の集まりをスファレロンへの変遷を通して、消滅させて反レプトンに変える。このような重粒子、レプトンのバリオン数は3で、バリオン違反は3つの重粒子の時に起きるが、このような現象は制限、禁止されている。低エネルギー下でのスファレロンの観測は実験による証拠がまだないが、高温高エネルギーの元では日常的にスファレロンが生じていると信じられている。

#### 物質の鉄への崩壊
現在から101100 年から1032000 年後
101500 年後にはトンネル効果によるミューオン触媒核融合が生じ、軽量の原子が鉄56に結合される。核分裂とアルファ粒子の放出は重い元素も崩壊させて鉄に変換させ、鉄の星とよばれる恒星ほどの質量を持った冷たい鉄を作る。

### ブラックホールの時代

#### 鉄の星のブラックホールへの変化
現在から101026 から 101076 年後
トンネル効果により、巨大な物体はブラックホールに変化する。仮説によればこの事象が発生するために要する時間は101026 から 101076 年ほどであると計算されている。トンネル効果は101076 年ほどで鉄の星は崩壊して中性子星となる。

### 暗黒の時代
現在から101076 年後
ブラックホールが蒸発すると、宇宙はほぼ真空になる。光子やニュートリノ、電子、陽電子は存在し続ける。